# Polyortha thammiana
Polyortha thammiana is een vlinder uit de familie van de bladrollers (Tortricidae). De wetenschappelijke naam van deze soort is voor het eerst voorgesteld als Teras thammiana door Philipp Christoph Zeller in een publicatie uit 1877.
De soort komt voor in Peru.